# Уполномоченный при Президенте Российской Федерации по правам ребёнка
Уполномоченный при Президенте Российской Федерации по правам ребёнка (неофициально детский омбудсмен) — должность федеральной государственной гражданской службы Российской Федерации, введённая Указом президента Российской Федерации от 1 сентября 2009 года № 986 «Об Уполномоченном при президенте Российской Федерации по правам ребёнка».
Уполномоченный назначается на должность и освобождается от должности президентом Российской Федерации. Обеспечение деятельности уполномоченного возложено на аппарат Общественной палаты Российской Федерации.
В субъектах Российской Федерации действуют региональные уполномоченные по правам ребёнка (региональные детские омбудсмены), назначаемые и финансируемые властями регионов. К 2011 году сложилась «вертикаль» детских омбудсменов с федеральным уполномоченным по правам ребёнка во главе. Также сложилась практика переадресации обращений, поступающих федеральному детскому омбудсмену, на рассмотрение уполномоченному по правам ребёнка того региона России, где права были нарушены. С 2015 года разрешено возлагать на уполномоченного по правам человека в субъекте Российской Федерации обязанности регионального детского омбудсмена.

## Требования к кандидатуре на должность и срок полномочий
В декабре 2018 года были приняты поправки в федеральные законы, которые ввели следующие требования к кандидату на должность федерального детского омбудсмена:
- Уполномоченного при президенте России по правам ребенка назначается на пять лет не более, чем на два срока подряд;
- кандидат на должность уполномоченного должен быть не моложе 30 лет, иметь безупречную репутацию, высшее образование, опыт работы по защите интересов детей либо опыт правозащитной деятельности.

## Полномочия
Уполномоченный имеет право:
1. запрашивать и получать в установленном порядке необходимые сведения, документы и материалы от федеральных органов государственной власти, органов государственной власти субъектов Российской Федерации, органов местного самоуправления, организаций и должностных лиц;
2. беспрепятственно посещать федеральные органы государственной власти, органы государственной власти субъектов Российской Федерации, органы местного самоуправления, организации;
3. проводить самостоятельно или совместно с уполномоченными государственными органами и должностными лицами проверку деятельности федеральных органов исполнительной власти, органов государственной власти субъектов Российской Федерации, а также должностных лиц, получать от них соответствующие разъяснения;
4. направлять в федеральные органы исполнительной власти, органы государственной власти субъектов Российской Федерации, органы местного самоуправления и должностным лицам, в решениях или действиях (бездействии) которых он усматривает нарушение прав и интересов ребёнка, своё заключение, содержащее рекомендации относительно возможных и необходимых мер восстановления указанных прав и интересов;
5. привлекать в установленном порядке для осуществления экспертных и научно-аналитических работ, касающихся защиты прав ребёнка, научные и иные организации, а также учёных и специалистов, в том числе на договорной основе.

В декабре 2018 года «детский» уполномоченный получил дополнительные права:
- подавать иски в суд о признании незаконными действий государственных органов в отношении детей. При этом он освобождается от уплаты госпошлины при обращении в суд с любыми исками, касающимися защиты несовершеннолетних;
- по своей инициативе участвовать в судебном разбирательстве по гражданскому делу, касающемуся интересов детей;
- вправе отказаться от дачи свидетельских показаний в отношении сведений, ставших ему известными в связи с выполнением своих обязанностей.

## Уполномоченные по правам ребёнка в субъектах Российской Федерации
В субъектах Российской Федерации также имеются свои уполномоченные по правам ребёнка — региональные детские омбудсмены. Формально они назначаются, финансируются и отчитываются перед властями субъекта Российской Федерации. Фактически они входят в структуру федерального уполномоченного по правам ребёнка. К 2011 году сложилась своего рода «вертикаль» российских детских омбудсменов во главе с федеральным уполномоченным по правам ребёнка. В декабре 2018 года законодательно было закреплено (по аналогии с уполномоченным по правам человека в Российской Федерации), что федеральный детский уполномоченный становится координатором региональных детских омбудсменов и согласовывает кандидатуры на эти должности.
На местах региональные детские омбудсмены сосуществуют с региональными уполномоченными по правам человека, которые также назначаются и финансируются властями субъектов Российской Федерации. Отношения между «специализированными» и «общим» омбудсменами складываются по-разному. Например, в Челябинской области у «общего» и «детского» омбудсменов один рабочий аппарат. Ещё дальше пошли в Тверской области — там в 2010 году уполномоченный по правам ребёнка был подчинён областному уполномоченному по правам человека в статусе помощника. В Красноярском крае по состоянию на 2016 год региональный уполномоченный по правам человека назначает (с согласия Законодательного собрания края) уполномоченного по правам ребёнка.
Отношения между «общим» и «детским» региональным омбудсменами могут не складываться. Например, в 2016 году со стороны региональных «общих» уполномоченных звучали жалобы, что введение «специализированных» омбудсменов размывает институт омбудсмена в субъектах Российской Федерации. В 2015 году вступил в силу федеральный закон, разрешающий региональным властям возлагать на уполномоченного по правам человека функции уполномоченных по правам ребёнка. Этот закон реализуется на практике. Например, в декабре 2016 года в Туве введена должность уполномоченного по правам человека и правам ребёнка.
На практике имеет место пересечение функций региональных омбудсменов с детскими уполномоченными. Например, в докладе уполномоченного по правам человека в Свердловской области Т. Г. Мерзляковой за 2016 год защите прав детей посвящены несколько разделов, но в докладе даже не упоминается фамилия регионального детского омбудсмена И. Р. Морокова.

## Список уполномоченных
1. Алексей Иванович Головань (1 сентября — 26 декабря 2009)[9][10]
2. Павел Алексеевич Астахов (30 декабря 2009 — 9 сентября 2016)[11][12]
3. Анна Юрьевна Кузнецова (9 сентября 2016 — 29 сентября 2021)[13]
4. Мария Алексеевна Львова-Белова (с 27 октября 2021)

## Советы при  Уполномоченном

### Общественный совет
Первые годы при уполномоченном по правам ребёнка не было Общественного совета — структуры, которая существует при многих российских органах власти. В 2016—2017 годах этот орган был создан. Он состоит из экспертов по различным направлениям сферы детства. Этот механизм позволяет учитывать мнения общественных групп при разработке предложений для конструктивных преобразований. В рамках Общественного совета сформированы рабочие группы по нескольким направлениям: здравоохранение, образование, воспитание, культурное развитие и оздоровление, волонтерство, защита семьи и традиционных семейных ценностей, информационная безопасность, профилактика девиантного поведения, соблюдение прав детей, оставшихся без попечения родителей.
В составе Общественного совета в начале 2017 года оказалось много священников Русской православной церкви, а также активистов православных общественных объединений.

### Экспертный совет
Экспертный совет участвует в подготовке предложений Уполномоченным при президенте РФ по правам ребёнка, направленных на совершенствование законодательства, проведению исследований в области защиты детства и анализу инициатив по совершенствованию положения детей в России. В экспертный совет входят учёные, специалисты в области защиты детства, представители министерств и ведомств, сенаторы Совета Федерации  и депутаты Государственной Думы. Также экспертный совет активно взаимодействует с Общественным советом.

### Совет отцов при Уполномоченном
Совет отцов при Уполномоченном  объединил активных мужчин из большинства субъектов Российской Федерации, которые на общественных началах занимаются решением важных социально значимых вопросов по защите семейных ценностей, усилению роли отца в семье и обществе, укреплению института семьи через конкретные проекты, связанные с наставничеством и воспитанием подрастающего поколения. Вопросы безопасности детей и подростков являются одним из приоритетов деятельности Совета отцов. Особую актуальность эти вопросы приобретают в период школьных каникул. Поэтому для предупреждения чрезвычайных происшествий с детьми с 1 июля 2018 года в России стартовал проект Совета отцов "Отцовский патруль".

### Детский совет
Детские общественные советы существуют в субъектах Российской Федерации с 2013 года. Однако, до 2022 года как такового полноценного федерального детского консультативно-совещательного органа не существовало. В связи с этим, зимой 2022 года по инициативе Уполномоченного при Президенте РФ по правам ребёнка Марии Львовой-Беловой и председателей Детских общественных советов при Уполномоченных по правам ребёнка в субъектах Российской Федерации был создан Федеральный детский общественный совет при Уполномоченном при Президенте Российской Федерации по правам ребёнка. Общественное формирование создано для обеспечения взаимодействия детского омбудсмена с несовершеннолетними в области по вопросам защиты их прав, свобод и законных интересов, а также организации просветительской работы. В его состав вошли председатели детских общественных советов при уполномоченных по правам ребенка в субъектах Российской Федерации. Основная задача ФДОС – это развитие детских общественных советов в регионах, которые объединили уже порядка двух тысяч детей со всей страны.

## Сайт уполномоченного
При Павле Астахове официальным сайтом детского омбудсмена был www.rfdeti.ru. Однако после его отставки оказалось, что сайт является личной собственностью Павла Астахова. Поэтому после отставки омбудсмена с сайта были удалены все разделы и вместо них помещён Вестник уполномоченного при президенте Российской Федерации по правам ребёнка (за лето 2016 года) с единственной публикацией «18 „нет“ Павла Астахова», в которой перечислены заслуги бывшего детского омбудсмена. При этом новый уполномоченный по правам ребёнка оказалась вовсе без официального сайта и была вынуждена вести общение с населением через социальную сеть Фейсбук. Позже был создан новый официальный сайт: http://deti.gov.ru/. На новом сайте никаких сведений об Астахове и об его деятельности в качестве уполномоченного размещено не было.

## Критика
Журналист Максим Артемьев отмечает: «Полномочия детского омбудсмена не прописаны в конституции или в отдельном законе. Эта должность существует на основании указа президента, и даже деятельность уполномоченного по правам ребёнка обеспечивается аппаратом Общественной палаты. Возможности омбудсмена весьма и весьма ограничены и сводятся в основном к праву подавать запросы. <…> В современных условиях детский уполномоченный — фигура пиаровская, индикативная; ее заявления и действия призваны демонстрировать, чего хочет и куда идёт государство в детской политике».
Региональные детские омбудсмены также вызывают критику за бездействие при защите детей, а также за поддержку инициатив власти, направленных на ущемление интересов несовершеннолетних. Например, уполномоченный по правам ребёнка в Пермском крае Павел Миков поддержал принятый в 2016 году региональный закон, который не предусматривал выплату регионального пособия на рождение ребёнка тем матерям, которые воспитывают детей без отцов. По мнению Микова, государство не должно поддерживать женщин, которые рожают детей от безответственных мужчин.